# Adelheid von Burgund

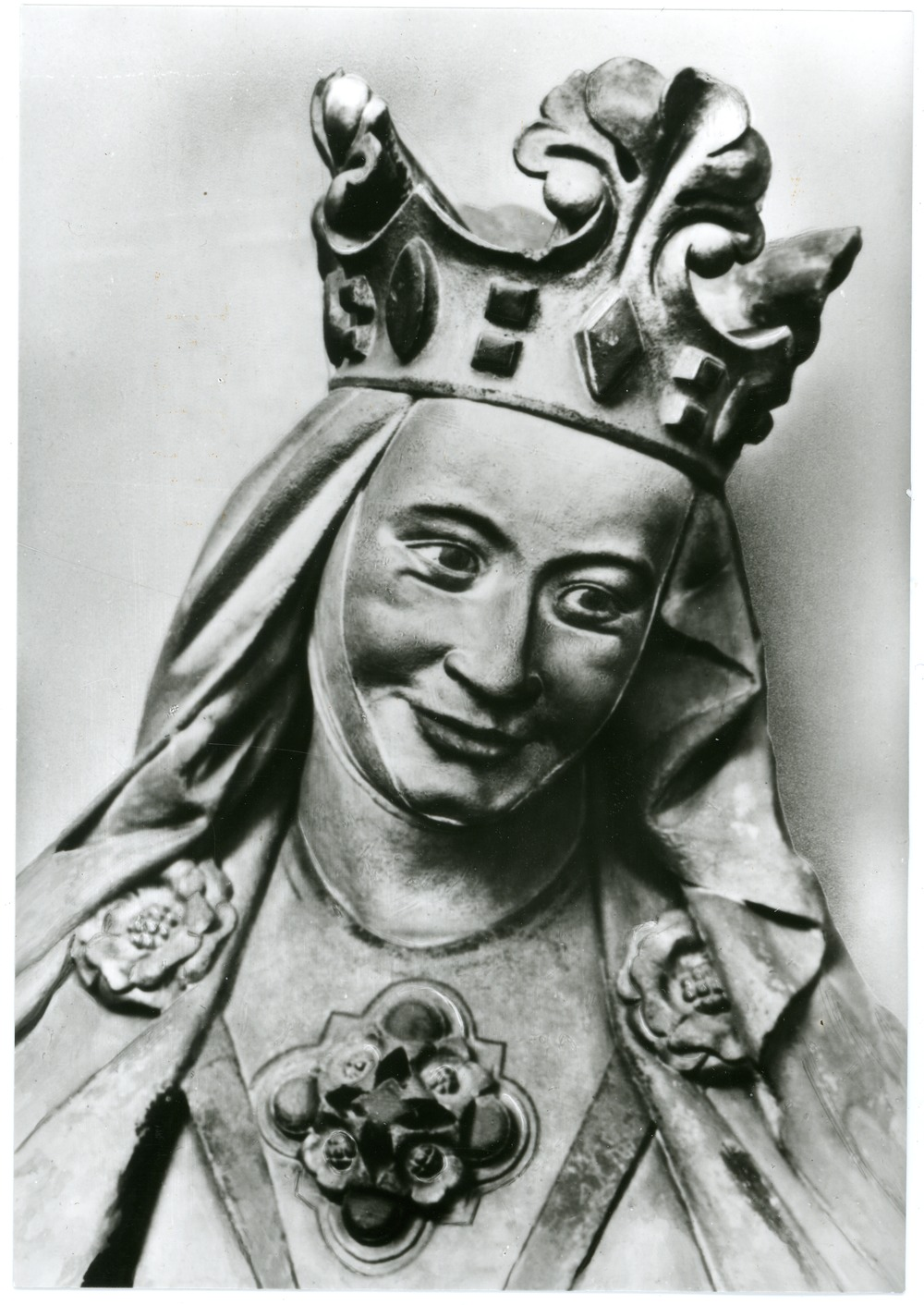
Adelheid von Burgund

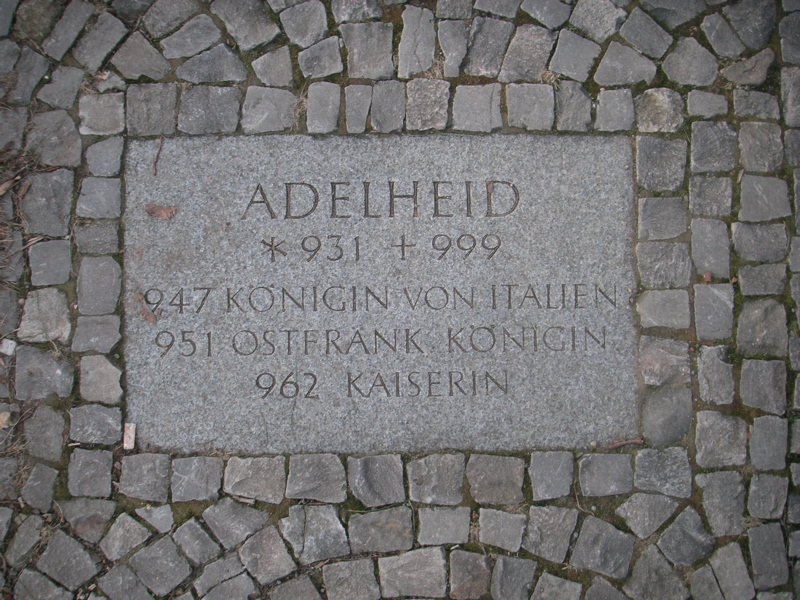
Adelheid von Burgund,
„Weg der Ottonen“, Magdeburger Domplatz

Adelheid (französisch Adélaïde de Bourgogne, italienisch Adelaide di Borgogna; * 931 oder 932 in Hochburgund; † 16. Dezember 999 im Kloster Selz im Elsass) war als Gemahlin Lothars von Italien von 947 bis 950 Königin von Italien und als Gemahlin Ottos des Großen von 951 bis 973 ostfränkische Königin und wieder Königin von Italien sowie von 962 bis 973 Kaiserin des ostfränkisch-deutschen Reiches. Adelheid wurde 1097 heiliggesprochen.

## Leben
Adelheid war die Tochter von König Rudolf II. von Burgund aus dem burgundischen Zweig der Welfen und der Herzogstochter Berta von Schwaben aus dem Geschlecht der Burchardinger. Ihr genauer Geburtstag und -ort sind nicht bestimmt überliefert; wahrscheinlich ist das Jahr 931 oder 932 und ein Ort im Hochburgund (etwa der heutigen Franche-Comté bis in die Westschweiz), wo ihre Eltern als Wanderkönige lebten.
Noch als Kind wurde Adelheid mit dem Bosoniden Lothar von Italien, dem Sohn Hugos von Arles, verlobt und 947 vermutlich 16-jährig mit ihm vermählt. 
Die tatsächliche Herrschaft lag jedoch bei Markgraf Berengar von Ivrea, der häufig auch mit dem plötzlichen Tod Lothars nach nur drei Ehejahren am 22. November 950 in Zusammenhang gebracht wird. Jener ließ die junge Witwe Adelheid, als sie sich weigerte, seinen Sohn Adalbert zu heiraten, im Turm seiner Burg über dem Gardasee gefangensetzen.
Sie konnte aber mit ihrer Tochter Emma (der späteren Ehefrau von König Lothar von Frankreich) nach einer abenteuerlichen Flucht die Burg Canossa erreichen und den deutschen König Otto I., einen Freund ihrer Familie, zu Hilfe rufen. 
Markgraf Berengar von Ivrea, Lothars Gegner und Nachfolger, musste sich 951 Otto I. stellen. Otto eroberte Pavia und heiratete Lothars Witwe Adelheid. Ihm wurde die Kaiserkrone jedoch ebenso noch verweigert und er verpfändete Berengar seinerseits Italien. Erst 962 gelang ihm die Kaiserkrönung und die längerfristige Vereinigung von Reichsitalien mit dem Heiligen Römischen Reich. Berengar wurde nach Bamberg verstoßen. 
962 begründete sie das bereits von ihrer Mutter geförderte Kloster Peterlingen. 
Die Erhebungen und Aufstände gegen die deutsche Herrschaft in Rom und Norditalien hielten an, auch wenn die Herrschaft der drei Ottonen an sich unumstritten blieb.
Adelheid und Otto hatten vier gemeinsame Kinder:
- Heinrich (952–954)
- Bruno (* 953; † )
- Mathilde (Äbtissin von Quedlinburg) (954–999)
- Otto II. (später Kaiser des Heiligen Römischen Reiches) (955–983)

## Regentschaft der Kaiserinnen (983–994)
973 war Adelheids und Ottos Sohn Otto II. seinem Vater auf den Thron gefolgt. Nach seinem frühen Tod übernahmen Adelheid und ihre Schwiegertochter Theophanu die Regentschaft für den noch minderjährigen Otto III. Auf diese Weise wollten sie die Macht und die Krone des Reiches für die Dynastie der Ottonen erhalten. Gemeinsam mit dem Erzbischof Willigis von Mainz führte sie die Regierungsgeschäfte für den minderjährigen Kaiser. Die in der früheren Literatur oftmals geschilderte Feindschaft zwischen den beiden Frauen kann nicht belegt werden und wird nur von Odilo von Cluny beschrieben. Adelheid führte weiterhin die Regierungsgeschäfte in Italien und hielt zum Teil sogar Hoftag mit Theophanu. 991 kehrte sie an den Kaiserhof zurück, nachdem ihre Schwiegertochter Theophanu mit Anfang 30 verstorben war. Bis zur Volljährigkeit ihres Enkels Otto III. führte die Kaiserin die Regierungsgeschäfte.
Im Harz entstand nach 983 eine umfangreiche Münzprägung, die neben dem Namen des noch jungen Otto III. auf der anderen Seite den seiner Großmutter Adelheid als Athalhet lesen lässt, die sogenannten Otto-Adelheid-Pfennige. Auf welcher Rechtsgrundlage diese entstanden, ist noch nicht endgültig geklärt, doch hatte die Prägung auf der Grundlage der Silbervorkommen im Harz einen sehr großen Umfang und wurde an vielen Orten imitiert.
Nachdem Otto III. 994 die Regierung übernommen hatte, widmete sich Adelheid verstärkt karitativen Aufgaben und förderte Klostergründungen. Sie unterstützte entschieden die Cluniazensische Reform. Schließlich zog sie sich in das von ihr gegründete Kloster Seltz im Nord-Elsass zurück, wo sie 999 starb. Von ihrem Grab ist heute nichts mehr erhalten.

## Spätere Bedeutung
Adelheid wurde wegen ihrer Mildtätigkeit vom Volk auch über ihren Tod hinaus verehrt. Papst Urban II. sprach sie im Jahr 1097 heilig. Der Gedenktag der heiligen Adelheid ist im katholischen, evangelischen und griechisch-orthodoxen Kalender jeweils am 16. Dezember. Bis zur Reformation gab es einen regen Wallfahrtsbetrieb zum Grab der Adelheid in Seltz, der aber mit dem Verschwinden der Reliquien endete.
Für den Gedenktag der Heiligen gelten folgende Bauernregeln:
- Die Adelheid liebt weiße Flocken, so bleibt die Erde selten trocken.
- Um die Zeit von Adelheid, da macht sich gern der Winter breit.
- Um Adelheid, da kommt der Schnee, der tut der Wintersaat nicht weh.

## Die Darstellung Adelheids in der Kunst

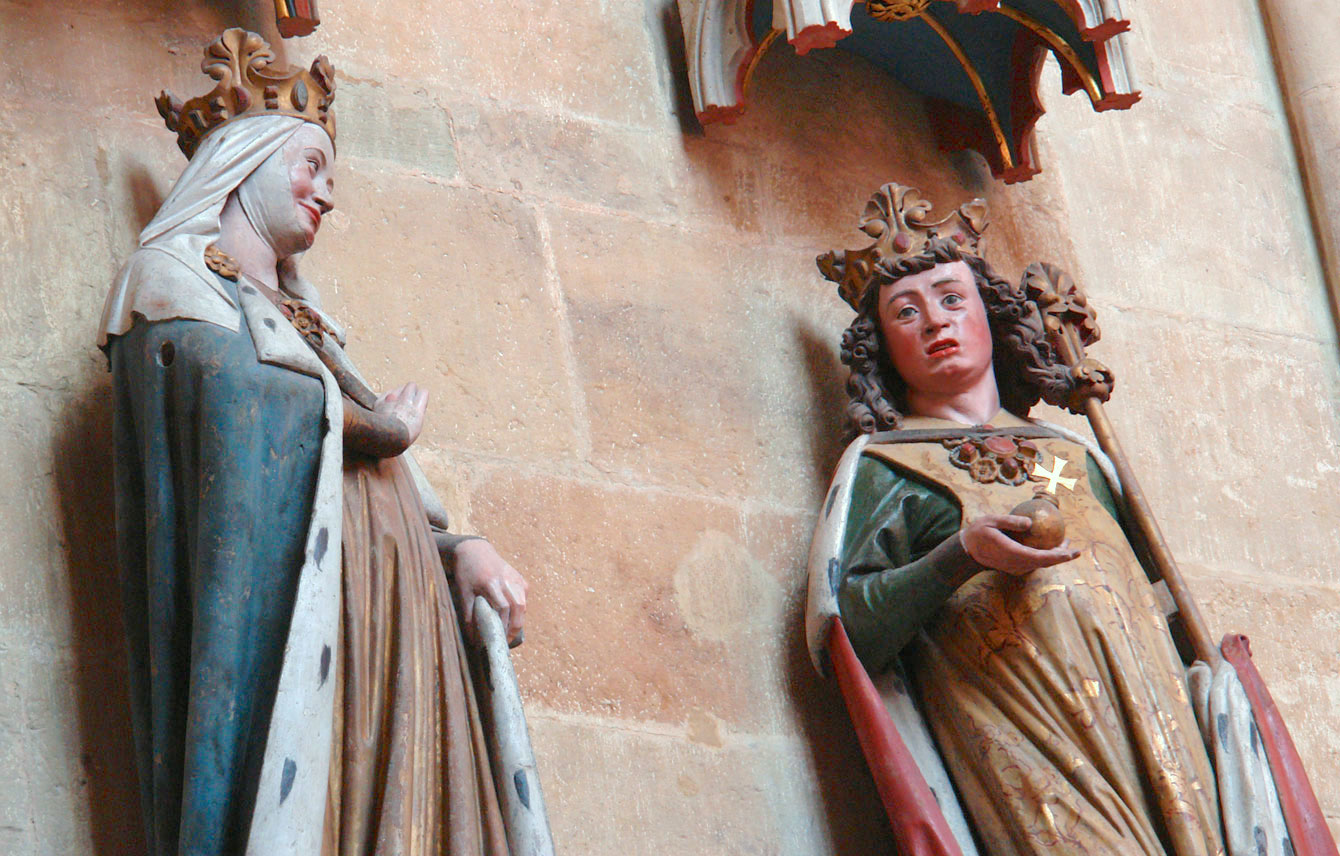
Kaiserin Adelheid neben ihrem Gemahl Kaiser Otto I. im Meißner Dom

Als Heilige wird Adelheid in der Regel in fürstlichem Gewand mit Zepter und Krone dargestellt. Ab dem 14. Jahrhundert wird ihr als Attribut auch ein Kirchenmodell oder ein Schiff (mit dem sie aus der Gefangenschaft geflohen sein soll) beigegeben.
Die bekannteste Darstellung in der deutschen Kunst gehört zu einer Gruppe von Sandsteinfiguren im Chor des Meißner Doms, die um 1260 entstand. Sie ist hier neben ihrem Gemahl abgebildet, da er gemeinsam mit ihr das Bistum Meißen gründete.
Adelheid von Burgund war eine beliebte Opernfigur vor allem im Barock. Sie ist die titelgebende Gestalt in L’Adelaide (1672) von Antonio Sartorio auf ein Libretto von Pietro Dolfino. Auf Dolphinos Libretto basiert auch das Freudenspiel Die Schaubühne des Glückes oder Die unüberwindliche Adelheide (1684) von Johann Christian Hallmann, das wiederum die Grundlage für Georg Philipp Telemanns Singspiel Adelheid oder die ungezwungene Liebe (1724) bildete.
 
Auch Antonio Salvi verfasste ein Opernlibretto Adelaide über die Kaiserin, das zum ersten Mal 1722 von Pietro Torri vertont wurde, und danach unter anderem von Nicola Porpora (1723), Giuseppe Maria Orlandini (1729), Antonio Vivaldi (1735), und auch von Georg Friedrich Händel (1729), der die Oper jedoch in Lotario umbenannte.

1817 komponierte Gioachino Rossini seine Oper Adelaide di Borgogna auf ein Libretto von Giovanni Schmidt.
In der Literatur ist Adelheid eine zentrale Figur in Gertrud Bäumers Adelheid – Mutter der Königreiche (1936) und im 2017 erschienenen Roman Die fremde Königin von Rebecca Gablé.